# Tristine Skyler
Tristine Skyler (ur. 27 lipca 1971 w Nowym Jorku) – amerykańska aktorka filmowa i telewizyjna. W 1993 r. została absolwentką Uniwersytetu Princeton.
Kojarzona przede wszystkim z rolą Tristen w horrorze Joego Berlingera Księga cieni: Blair Witch 2, będącym kontynuacją kultowego Blair Witch Project. Ponadto wystąpiła w popularnych serialach Aniele ciemności, Kate i Allie, Wszystkich moich dzieciach i Prawie i porządku.